# Zhao Youfeng
Zhao Youfeng (chinesisch 趙 友鳳 / 赵 友凤, Pinyin Zhào Yǒufèng; * 5. Mai 1965) ist eine ehemalige chinesische Marathonläuferin.
1988 gewann sie den Nagoya-Marathon mit dem Asienrekord von 2:27:56 h, den sie im selben Jahr als Fünfte bei den Olympischen Spielen in Seoul auf 2:27:06 verbesserte. Im Jahr darauf siegte sie erneut in Nagoya, und 1990 wurde sie Vierte beim London-Marathon und gewann Gold bei den Asienspielen in Peking.

## Persönliche Bestzeiten
- 5000 m: 15:35,82 min, 25. November 1985, Guangzhou
- 10.000 m: 32:40,07 min, 17. Juni 1989, Tokio
- Marathon: 2:27:06 h, 23. September 1988, Seoul